# 3979 Brorsen
A 3979 Brorsen (ideiglenes jelöléssel 1983 VV1) a Naprendszer kisbolygóövében található aszteroida. Antonín Mrkos fedezte fel 1983. november 8-án.